# Juan José Güemes
Juan José Güemes Barrios (Madrid, 30 de junio de 1969) es el presidente del Centro de Emprendimiento e Innovación de IE Business School desde marzo de 2010. Desde enero de 2012 también es el vicepresidente de Asuntos Económicos de esta institución académica. Además, es economista de formación y fue político español del Partido Popular, tiempo en el que ocupó el cargo de consejero de Sanidad y de Empleo y Mujer de la Comunidad de Madrid.

## Biografía

### Formación
Es licenciado en Ciencias Económicas y Empresariales por la Universidad Complutense de Madrid en 1992 y máster en Mercados Financieros por el Instituto de Estudios Superiores de la Universidad San Pablo-CEU.

### Carrera política y profesional
Fue analista en la Central de Balances del Servicio de Estudios del Banco de España entre 1991 y 1992. Se afilió al Partido Popular (PP) en 1993 y fue responsable de Economía en la Asesoría Parlamentaria del Grupo Popular del Congreso (1993-1996). Tras la victoria electoral del Partido Popular, se incorporó al Ministerio de Economía y Hacienda bajo el mandato de Rodrigo Rato. En ese Departamento ocupa los cargos de asesor (1996-1998), director adjunto del vicepresidente segundo (1998-2000) y Secretario General de Turismo (2000-2003).

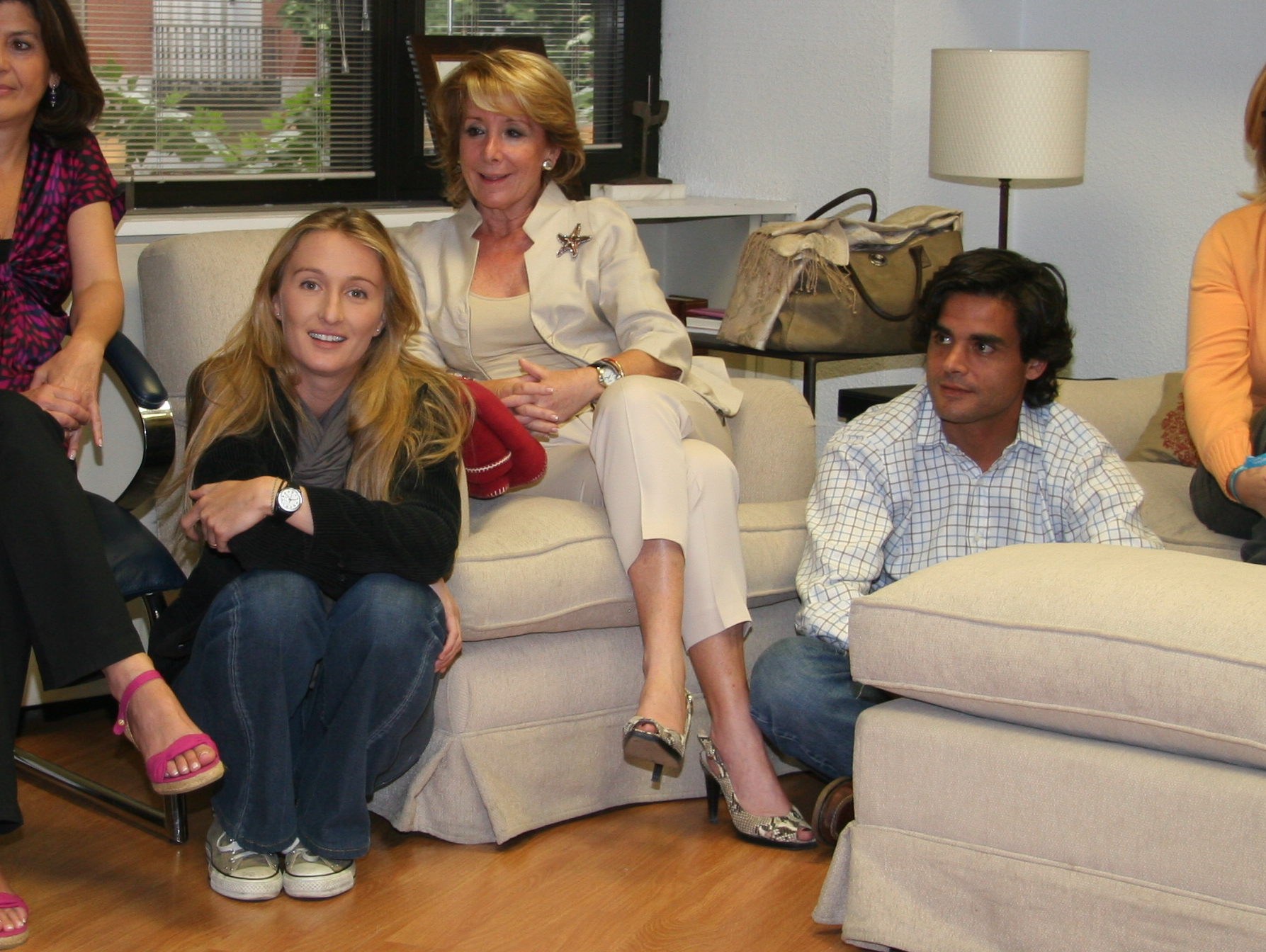
Fotografiado en 2009 en Génova 23 junto a Andrea Fabra y Esperanza Aguirre.

Durante los sucesivos gobiernos de Esperanza Aguirre como Presidenta de la Comunidad de Madrid, fue diputado de la Asambela de Madrid, Consejero de Empleo y Mujer (2003-2007) y Consejero de Sanidad desde 2007 hasta el 18 de marzo de 2010, cuando se incorporó al Instituto de Empresa como Presidente del Centro Internacional de Gestión Emprendedora.

Ocupó el cargo de consejero de Empleo y Mujer de la Comunidad de Madrid entre 2003 y 2007.
Fue nombrado consejero de Sanidad de la Comunidad de Madrid en junio de 2007 y fue cesado el 18 de marzo de 2010.
Fue nombrado en marzo de 2010 presidente del Centro de Emprendimiento e Innovación del IE Business School. También es vicepresidente de esta institución académica.
En enero de 2013, el 55 % de la Unión Temporal de Empresas, empresa a la que Güemes adjudicó siendo consejero los análisis clínicos de 6 hospitales de la Comunidad de Madrid, fue comprado por Unilabs, empresa integrada en el grupo Capio, de la que Güemes participaba dentro del consejo de administración. Dimitió del consejo de administración de Unilabs el 15 de enero de 2013.
En junio de 2013, un Juzgado de Madrid admitió a trámite una querella presentada contra Güemes y otras ocho personas, acusados de cometer irregularidades durante la privatización de la gestión sanitaria externalizada de los hospitales Infanta Elena, Rey Juan Carlos y el Hospital de Torrejón. En octubre de 2013 fue imputado por delitos de cohecho y prevaricación junto con Manuel Lamela, querella que ha sido archivada al considerar el tribunal que «no está debidamente justificada la perpetración de los delitos».
En 2019, en el contexto de la instrucción de la macrocausa del caso Púnica, Güemes fue imputado por la Audiencia Nacional por irregularidades en la financiación del PP.

## Vida personal
Está casado con Andrea Fabra, política del PP.